# Nenê Hilário
Maybyner Rodney Hilário, que teve seu nome legalmente modificado para Maybyner Rodney Hilário Nenê, também conhecido no Brasil somente por Nenê Hilário, (São Carlos, 13 de setembro de 1982) é um ex-jogador de basquetebol profissional brasileiro.
Apesar dos seus 2,11 m, Nenê foi considerado um dos mais atléticos entre os gigantes pivôs da liga. Em uma entrevista, o pivô Andrew Bogut, declarou que Nenê era um dos melhores pivôs da NBA em atividade e era, de fato, pouco valorizado na época.

## Carreira

### Vasco da Gama (1999–2002)
Nenê, que veste a camisa 42, começou a jogar pelo time de sua cidade natal (São Carlos) e na época usava a camisa 13, tinha como técnico Nivaldo Carlos Meneghelli Júnior (seu primeiro técnico). Se transferiu para o Vasco da Gama no dia 1 de fevereiro de 2000 e, no ano seguinte, consagrou-se campeão brasileiro.

## NBA

### Denver Nuggets (2002–2012)

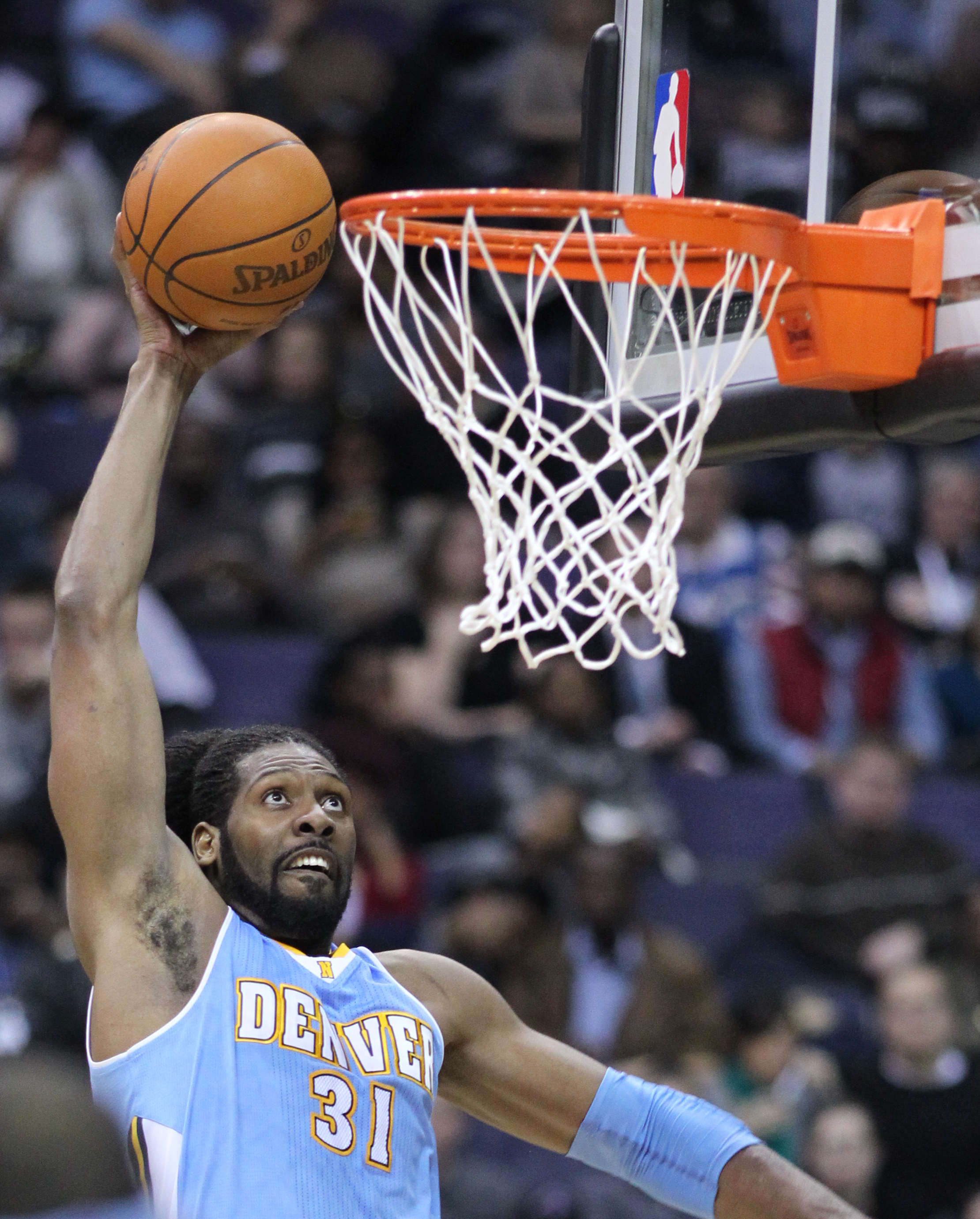
Nenê enterrando uma bola durante sua passagem pelo Denver Nuggets em 2011.

Nenê inscreveu-se no Draft da NBA de 2002, e foi selecionado na primeira rodada pelo New York Knicks como a sétima escolha geral. Porém, os Knicks o envolveram em uma troca com o Denver Nuggets.
Em 2003, foi um dos escolhidos para o Desafio dos Novatos, onde foi eleito um dos melhores. No fim da temporada, foi nomeado para o primeiro time de novatos da NBA NBA All-Rookie Team.
No começo da temporada de 2005–06 sofreu uma torção de ligamentos no joelho direito durante o jogo de estreia contra o San Antonio Spurs, o que o tirou da equipe por toda a temporada. Na temporada seguinte, ajudou o Nuggets a chegarem aos playoffs.
Em 11 de janeiro de 2008, Nenê não entrou em quadra na partida contra o Orlando Magic, após dar entrada, meia-hora antes, em um pedido de licença por tempo indeterminado, para tratar de problemas de saúde particulares.
Depois da partida, os Nuggets lançaram um comunicado informando que "respeitaria o desejo de privacidade do jogador e daria mais detalhes sobre o problema do jogador quando fosse possível". A família do jogador não quis dizer qual problema de saúde teria Nenê. Em São Carlos, cidade natal de Nenê, no interior de São Paulo, amigos e familiares do atleta estavam surpresos e afirmaram desconhecer o problema do jogador, já a assessoria de imprensa do jogador dizia que não podia falar sobre o assunto.
O Denver Nuggets abriu, em seu site, uma página especial onde fãs do jogador podiam enviar seus desejos de recuperação para o pivô. A mobilização por parte dos fãs do jogador e dos amantes do basquete foi grande, com comunidades e mensagens de apoio no Orkut e no site pessoal de Nenê, inúmeras foram as mensagens de apoio para o pivô, tido por muitos como o melhor jogador brasileiro da época.
Após cirurgia, no dia 15 de janeiro, foi informado que o problema de Nenê era um tumor nos testículos. Os exames indicaram que o tumor era benigno, e assim, o tumor foi retirado e Nenê pôde voltar a jogar basquete.

### Washington Wizards (2012–2016)
Em 15 de março de 2012, Nenê foi negociado com o Washington Wizards numa troca que envolveu também o Los Angeles Clippers. Ele teve uma média de 13,7 pontos e 7,5 rebotes em 39 jogos (33 como titular) pelos Nuggets e pelos Wizards durante a temporada de 2011–12, encurtada pela greve dos jogadores.
Na temporada de 2012–13, o Nenê teve médias de 12,6 pontos, 6,7 rebotes e 2,9 assistências em 27,2 minutos por jogo em 61 jogos (49 como titular). Em 21 de janeiro de 2013, ele teve sua maior pontuação da temporada com 24 pontos em uma vitória por 98–95 sobre o Portland Trail Blazers.
Em 26 de novembro de 2013, Nenê marcou 30 pontos, recorde em sua carreira, na vitória por 116–111 sobre o Los Angeles Lakers. Mais tarde naquela temporada, em 22 de fevereiro, Nenê igualou essa pontuação em uma vitória por 94–93 sobre o New Orleans Pelicans.
Na temporada de 2014–15, ele participou do maior número de jogos (67) em cinco anos de NBA. Teve médias de 11,0 pontos e 5,1 rebotes com 51,1% de aproveitamento em arremessos de quadra durante a temporada.
Nenê jogou em 12 dos primeiros 13 jogos da equipe na temporada de 2015–16, mas entre 28 de novembro e 3 de janeiro, ele perdeu 19 jogos seguidos por conta de uma distensão na panturrilha esquerda. Em 14 de março de 2016, ele saiu do banco e teve sua maior pontuação da temporada marcando 20 pontos na vitória 124–81 sobre o Detroit Pistons, a maior vitória de Washington desde a temporada de 2002–03.

### Houston Rockets (2016–2020)
Em 20 de julho de 2016, Nenê assinou com os Houston Rockets. Ele fez sua estreia pelos Rockets na abertura da temporada, em 26 de outubro de 2016, saindo do banco e marcando 7 pontos na derrota por 120–114 para o Los Angeles Lakers. Em 5 de janeiro de 2017, ele teve sua pontuação mais alta na temporada com 18 pontos, no seu 12º jogo seguido com pontuação de dois dígitos da temporada, na vitória por 118–116 sobre o Oklahoma City Thunder. Em 23 de abril de 2017, ele marcou sua maior pontuação em um jogo de playoff, 28 pontos, convertendo 12 de 12 arremessos de quadra para ajudar os Rockets a abrir uma vantagem de 3–1 na série da primeira rodada dos playoffs contra o Thunder.
Na temporada 2019-2020 depois de sequer atuar foi envolvido em uma mega troca com o Atlanta Hawks.

## Estatísticas no CBB
| Ano      | Equipe        | PJ | MPJ | 2P   | 3P   | LL   | RT   | AS  | BR  | TO  | PPJ  |
| -------- | ------------- | -- | --- | ---- | ---- | ---- | ---- | --- | --- | --- | ---- |
| 2000     | Vasco da Gama | 26 | -   | .613 | .000 | .574 | 5.7  | .5  | .8  | ?   | 10.5 |
| 2001     | Vasco da Gama | 15 | -   | .667 | .000 | .683 | 10.1 | 1.7 | 1.3 | 1.7 | 13.2 |
| Carreira |               | 41 | -   | .640 | .000 | .628 | 7.3  | 0.9 | 1.0 | 1.7 | 11.5 |

## Estatísticas na NBA

### Temporada regular
| Ano      | Equipe     | PJ  | PT  | MPJ  | FG%  | 3P%  | LL%  | RT  | AS  | BR  | TO  | PPJ  |
| -------- | ---------- | --- | --- | ---- | ---- | ---- | ---- | --- | --- | --- | --- | ---- |
| 2002–03  | Denver     | 80  | 53  | 28.2 | .519 | .000 | .578 | 6.1 | 1.9 | 1.6 | .8  | 10.5 |
| 2003–04  | Denver     | 77  | 77  | 32.5 | .530 | .000 | .682 | 6.5 | 2.2 | 1.5 | .5  | 11.8 |
| 2004–05  | Denver     | 55  | 18  | 23.9 | .503 | .000 | .660 | 5.9 | 1.5 | .9  | .9  | 9.6  |
| 2005–06  | Denver     | 1   | 0   | 3.0  | .000 | .000 | .000 | .0  | .0  | .0  | .0  | .0   |
| 2006–07  | Denver     | 64  | 42  | 26.8 | .570 | .000 | .689 | 7.0 | 1.2 | 1.0 | .9  | 12.2 |
| 2007–08  | Denver     | 16  | 1   | 16.6 | .408 | .000 | .551 | 5.4 | .9  | .6  | .9  | 5.3  |
| 2008–09  | Denver     | 77  | 76  | 32.6 | .604 | .200 | .723 | 7.8 | 1.4 | 1.2 | 1.3 | 14.6 |
| 2009–10  | Denver     | 82  | 82  | 33.6 | .587 | .000 | .704 | 7.6 | 2.5 | 1.4 | 1.0 | 13.8 |
| 2010–11  | Denver     | 75  | 75  | 30.5 | .615 | .200 | .711 | 7.6 | 2.0 | 1.1 | 1.0 | 14.5 |
| 2011–12  | Denver     | 28  | 27  | 29.5 | .509 | .000 | .677 | 7.4 | 2.2 | 1.3 | .9  | 13.4 |
| 2011–12  | Washington | 11  | 6   | 25.8 | .607 | .000 | .657 | 7.5 | 1.7 | .5  | 1.2 | 14.5 |
| 2012–13  | Washington | 61  | 49  | 27.2 | .480 | .000 | .729 | 6.7 | 2.9 | .9  | .6  | 12.6 |
| 2013–14  | Washington | 53  | 37  | 29.4 | .503 | .200 | .583 | 5.5 | 2.9 | 1.2 | .9  | 14.2 |
| 2014–15  | Washington | 67  | 58  | 25.3 | .511 | .200 | .604 | 5.1 | 1.8 | 1.0 | .3  | 11.0 |
| 2015–16  | Washington | 57  | 11  | 19.2 | .544 | .000 | .578 | 4.5 | 1.7 | .9  | .5  | 9.2  |
| 2016–19  | Houston    | 67  | 8   | 17.9 | .617 | .333 | .589 | 4.2 | 1.0 | .8  | .6  | 9.1  |
| Carreira |            | 871 | 620 | 27.5 | .548 | .146 | .661 | 6.3 | 1.9 | 1.1 | .8  | 12.0 |

### Playoffs
| Ano      | Equipe     | PJ | PT | MPJ  | FG%  | 3P%  | LL%   | RT  | AS  | BR  | TO  | PPJ  |
| -------- | ---------- | -- | -- | ---- | ---- | ---- | ----- | --- | --- | --- | --- | ---- |
| 2004     | Denver     | 5  | 5  | 26.4 | .444 | .000 | .538  | 5.0 | 3.0 | 1.0 | .6  | 7.8  |
| 2005     | Denver     | 5  | 0  | 20.2 | .429 | .000 | .652  | 5.0 | .4  | .4  | .4  | 6.6  |
| 2007     | Denver     | 5  | 5  | 35.8 | .585 | .000 | .778  | 7.8 | 2.4 | .6  | .6  | 15.2 |
| 2008     | Denver     | 3  | 0  | 10.0 | .556 | .000 | 1.000 | 2.3 | .3  | .7  | .3  | 4.3  |
| 2009     | Denver     | 16 | 16 | 32.8 | .548 | .000 | .657  | 7.5 | 2.6 | 1.3 | .6  | 11.5 |
| 2010     | Denver     | 5  | 5  | 33.8 | .621 | .000 | .583  | 5.8 | 2.2 | 1.2 | .2  | 11.4 |
| 2011     | Denver     | 5  | 5  | 32.4 | .478 | .000 | .563  | 9.0 | 1.6 | 1.0 | .8  | 14.2 |
| 2014     | Washington | 10 | 10 | 32.5 | .464 | .000 | .346  | 5.3 | 2.6 | .9  | 1.1 | 13.7 |
| 2015     | Washington | 10 | 10 | 25.7 | .447 | .000 | .478  | 6.6 | 1.5 | .9  | .3  | 7.9  |
| Carreira |            | 64 | 56 | 29.4 | .502 | .000 | .599  | 6.4 | 2.1 | 1.0 | 0.6 | 10.8 |

## Carreira na seleção nacional
Nenê Hilário pouco defendeu a Seleção Brasileira, sempre alegando motivos pessoais, o que é motivo de reclamação por grande parte dos torcedores. Teve uma participação apagada no Pré Olímpico das Américas em Las Vegas, onde saiu lesionado. Convocado para o Campeonato Mundial de 2010, participou de praticamente toda a preparação, mas acabou cortado devido a uma lesão. Em 2012, no retorno da seleção aos Jogos Olímpicos depois de 16 anos de ausência, ele fez parte da equipe comandada pelo técnico Rubén Magnano, que conquistou o 5º lugar nos Jogos Olímpicos de 2012, em Londres, se destacando especialmente nos rebotes e nos tocos e foi um mestre no basquete.

## Prêmios e Homenagens
- NBA All-Rookie Team:
  - Primeiro Time: 2002–03